# Thismia abei
Thismia abei là một loài thực vật có hoa trong họ Burmanniaceae. Loài này được (Akasawa) Hatus. miêu tả khoa học đầu tiên năm 1976.